# Peczora (miasto)
Peczora – miasto w europejskiej części Rosji, w republice Komi, port nad rzeką Peczora. Populacja wynosi 43 458 mieszkańców (2010 r.).
W mieście rozwinął się przemysł drzewny oraz materiałów budowlanych.